# Küssnacht
Küssnacht (do roku 2003 oficiálně Küssnacht am Rigi) je město ve švýcarském kantonu Schwyz, v rámci kterého tvoří samostatný okres. Žije zde přibližně 13 tisíc obyvatel.

## Geografie
Obec se skládá z místních částí Küssnacht (s osadou Haltikon), Immensee a Merlischachen. Sousedními obcemi jsou Udligenswil, Adligenswil, Meggen, Greppen, Arth, Meierskappel, Risch a přes Zugské jezero Walchwil. V Zugském jezeře se nachází trojmezí tří kantonů (Lucern, Schwyz a Zug).
Jak napovídá dřívější název obce, na jihovýchodní hranici katastru leží výletní hora Rigi, která je se svými 1797 m n. m. zároveň nejvyšším bodem obce. Nejnižším bodem je Zugské jezero ve výšce 413 m n. m. na severu obce.

## Historie

Letecký pohled z roku 1920

Jméno Küssnacht vzniklo kombinací latinského osobního jména jako Cossinius, Cossonius, Cusin(n)ius nebo podobného a keltského místního jména s koncovkou -akos/-acum, z *fundus Cossiniacus s významem „statek Cossiniuse“". Místní jméno tak pochází z galorománského období před alemanským osídlením kolem 7. nebo 8. století. Poprvé je doloženo jako Chussenacho kolem roku 840, kdy šlechtic Recho odkázal svůj majetek klášteru svatého Leodegara v Lucernu. Koncovka -t je pozdějším přídavkem, poprvé je doložena ke konci 13. století a důsledně až od 16. století. Erb pánů z Küssnacht (Chussinach), doložený kolem roku 1284, zobrazoval polštář a odráží lidový etymologický výklad jména podle alemanského Chussi („polštář“).
Byly zde nalezeny jednotlivé nálezy z doby bronzové a četné římské mince, ale o možném římském osídlení není doloženo nic jistého. Raně středověkým majitelem pozemků v Küssnacht bylo opatství Lucern, dalšími raně středověkými majiteli byli hrabata z Lenzburgu a Habsburkové. Lenzburská část připadla v roce 1036 opatství Beromünster, zatímco habsburský majetek přešel v roce 1055 na opatství Muri. Habsburkové jako luzernští hofmistři ovládali také luzernský Dinghof. Po oddělení Lucernu od habsburské nadvlády se vliv Lucernu v Küssnachtu stal ve 14. století dominantním. V roce 1352 vymřeli místní rychtáři, páni z Küssnachtu. Jejich hrad se díky Egidiu Tschudimu stal známým jako „Gesslerburg“.
Ke konci 14. století vliv Lucernu slábl ve prospěch Schwyzu. Od roku 1383 existovalo ve Schwyzu celní středisko. V roce 1424 se obyvatelé Küssnachtu zavázali zemskou listinou se Schwyzem. Küssnacht si ponechal vlastní radu a nižší soudnictví, čímž se stal samosprávnou obcí pod svrchovaností Schwyzu.
Na počátku 19. století byly obce rozděleny a v držení Seebodenalpu zůstala pouze korporace Berg a Seeboden. V roce 1831 se okres připojil ke krátce existujícímu liberálnímu kantonu Ausserschwyz. V letech 1833 a 1847 vedly stranicko-politické boje k obsazení Schwyzu a Tagsatzungu vojsky.
Küssnacht byl známým rekreačním místem. Město navštívili Johann Wolfgang von Goethe a Ludwig Uhland, stejně jako bavorský král Ludvík II. a portugalský král Ludvík I.
Od roku 1963 je město partnerským městem Küßnachu v Bádensku-Württembersku.

## Obyvatelstvo
| Rok            | 1850 | 1870 | 1900 | 1930 | 1950 | 1960 | 1970 | 1980 | 1990 | 2000   | 2010   | 2015   |
| Počet obyvatel | 2788 | 2860 | 3562 | 4430 | 5680 | 6287 | 7956 | 8091 | 9461 | 10 704 | 12 208 | 12 423 |

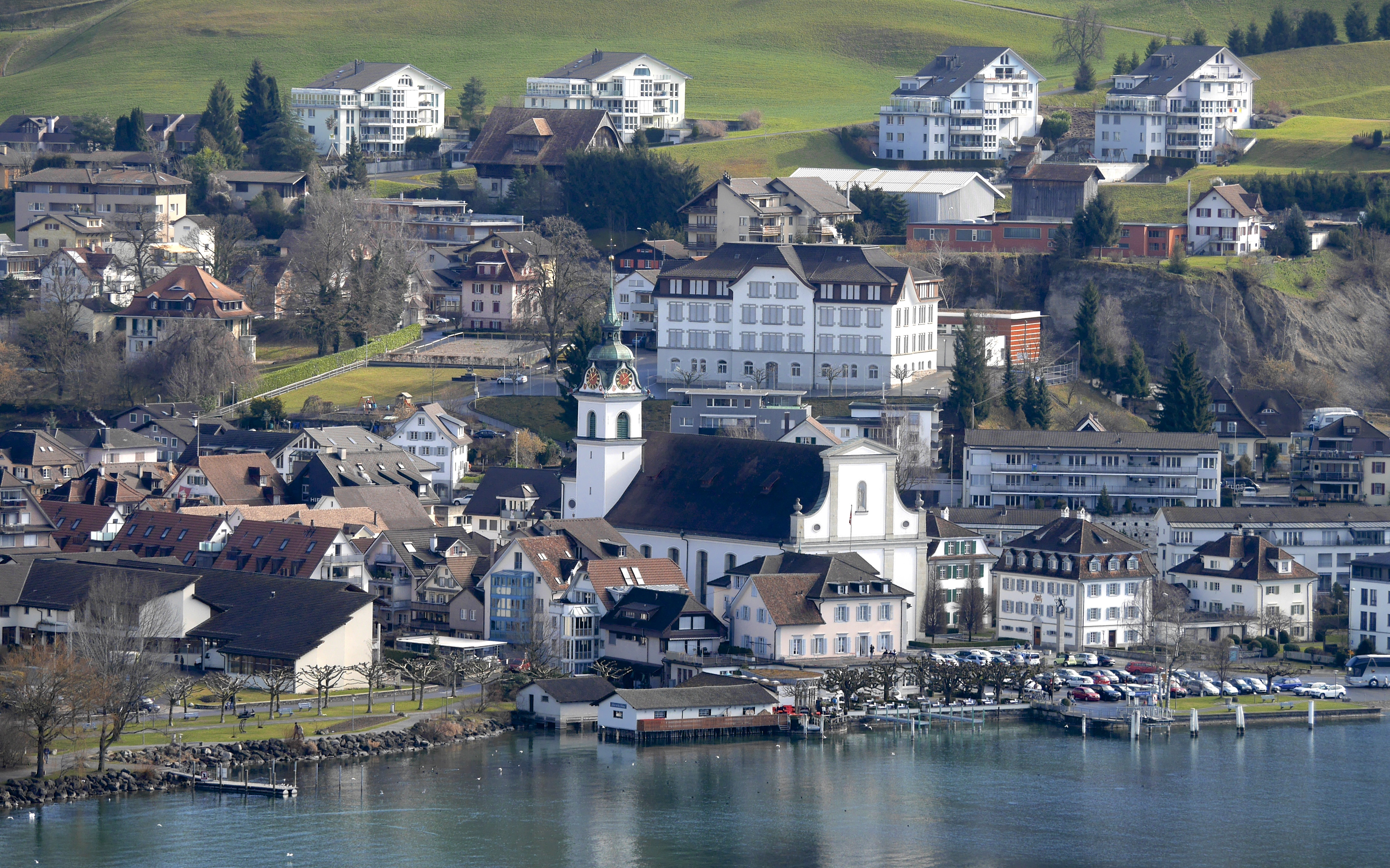
Centrum Küssnachtu s kostelem

Většina obyvatel (k roku 2000) hovoří německy (87,5 %), albánsky a srbochorvatsky hovoří přibližně 2,7 % obyvatel.
V místní části Küssnacht žije 9584 obyvatel, v obci Immensee 2993 obyvatel a v obci Merlischachen 1219 obyvatel (k 1. lednu 2022). 56,77 % obyvatel se hlásí k římskokatolickému a 9,7 % k reformovanému vyznání. Podíl katolíků mezi obyvateli se švýcarským občanstvím (63,15 %) je výrazně vyšší než mezi cizinci (37,6 %), i když podíl reformovaných mezi Švýcary a cizinci je podobný a pohybuje se kolem 10 % (11,1 % a 5,5 %). Podíl cizinců činí 24,98 %.

## Hospodářství
Zemědělské družstvo Küssnacht a./R. bylo založeno v roce 1909. Od té doby se přejmenovalo na LG RIGI a následně na LG RIGI, Genossenschaft. V roce 2024 se sloučilo s Landwirtschaftliche Genossenschaft Hünenberg z nedalekého Hünenbergu a vytvořilo LGZ Landwirtschaftliche Genossenschaft Zentralschweiz.

## Doprava

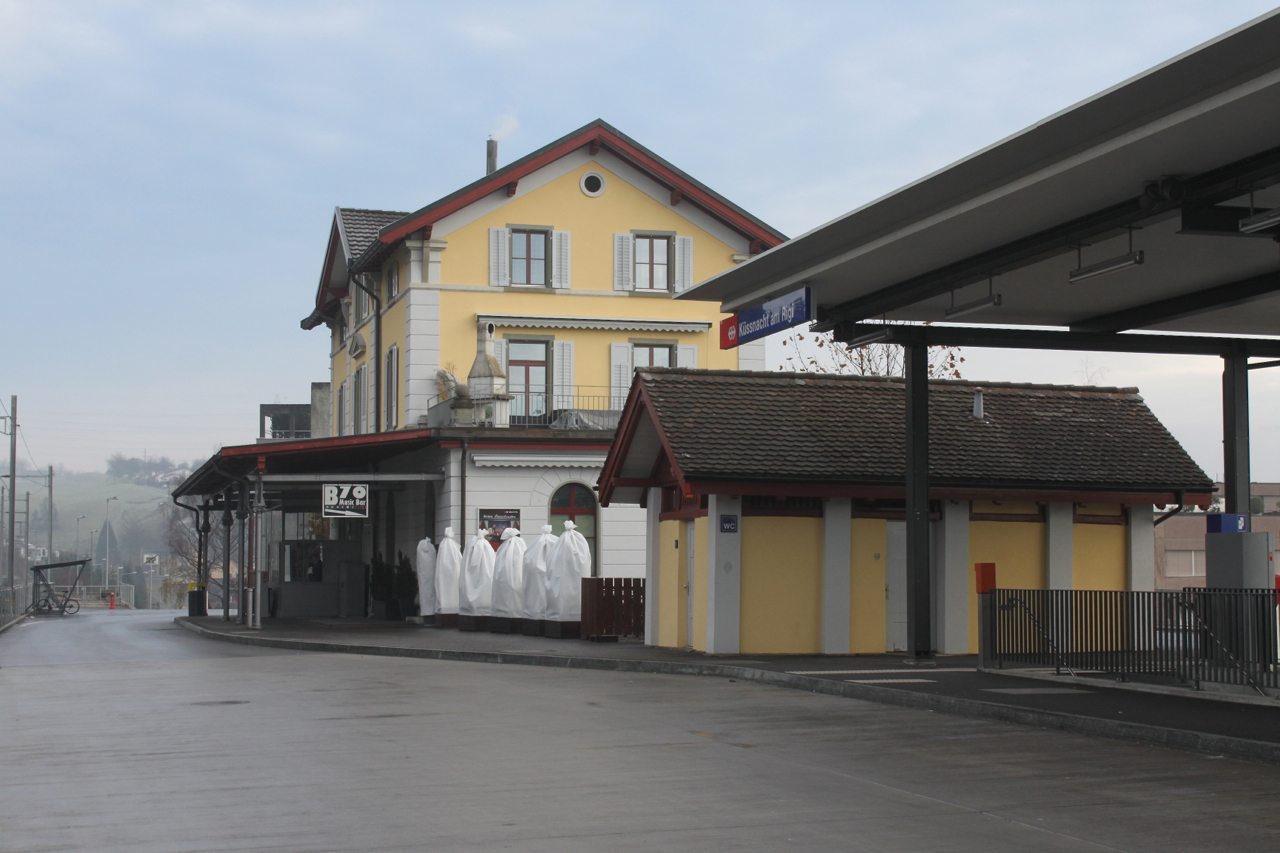
Železniční stanice

Nádraží Küssnacht am Rigi se nachází na trati Lucern–Immensee, kterou 1. června 1897 otevřela společnost Gotthardské dráhy. Bylo to první spojení zemědělské obce s Lucernem a Immensee. Čtyři autobusové linky jezdí do Immensee, Schwyzu, Rotkreuzu a Root. Na Seebodenalp jezdí lanovka. V obci je také přístav pro pravidelné lodní výlety po Lucernském jezeře.
Přes Immensee prochází také dálnice A4, spojující Curych a Schwyz.